# Gillian Lovegrove
Gillian Lovegrove (28 de octubre de 1942) es una informática y académica, ahora retirada. Fue decana de la Facultad de Informática de la Universidad de Northumbria, presidenta de la Conferencia de Profesores y Cabes de Informática y consultora de Educación Superior a la British Computer Society y responsable de su Foro de Educación y Formación. Es conocida por su interés por el desequilibrio de género en informática, tanto en cuanto a la educación como en la ocupación, y la reflexión sobre posibles soluciones a la carencia de titulados en tecnologías de la información en el Reino Unido.

## Vida y educación
Gillian Lesley Lowther, ahora Gillian Lovegrove, nació a Yorkshire el 28 de octubre de 1942 y creció en la zona de Kingston upon Hull. Fue a la escuela Malet Lambert y después al Newnham College de Cambridge para estudiar matemáticas. Después de su primera graduación el 1964, obtuvo un Diploma equivalente a máster en la Universidad de Cambridge en Análisis Numérico e Informática Automática.

## Carrera
Fue profesora de matemáticas a la Universidad Politécnica de Portsmouth el periodo 1965-1968 y después fue investigadora en la Universidad de Southampton, donde empezó la docencia de matemáticas el 1969. Su carrera tuvo que ser a tiempo parcial, puesto que la combinó con responsabilidades de maternidad durante unos años de la década de 1970. El 1974 obtuvo su doctorado con una disertación sobre sistemas operativos modulares, después de estudiar con David Barron y el 1980 empezó a impartir clases a tiempo completo en estudios informáticos a Southampton. A continuación su interés investigador se dirigió hacia la informática orientada a objetos.
Fue coautora de dos artículos sobre niñas y educación informática:  Where Are Ajo the Girls? (1987) y Where Are the Girls Now? (1991) con Wendy Hall, colega de Southampton. Lovegrove también organizó conferencias sobre "Mujeres en informática" a finales de la década de 1980, donde uno de los temas que surgió fue "constatar el bajo número de mujeres que tomaban cursos informáticos o seguían carreras informáticas". El 1992 ingresó en la Escuela de Informática de la Universidad de Staffordshire, donde fue decana asociada y responsable de sistemas de información. También estuvo al equipo "IT Equate" explorando formas de animar además chicas en la escuela a considerar las Tecnologías de la Información (TI) como una área de estudio y como carrera futura. El 1995, un crítico dijo que su capítulo, "Mujeres en informática", en Profesional Awareness in Software Engineering, "se enfrenta a las difíciles cuestiones políticas en materia de legislación, cultura institucional y acción positiva".
Estaba preocupada no solo por la escasez de mujeres en la informática sino también en general por la escasez de titulados en tecnología de la información en el Reino Unido y dio pruebas sobre este tema al Comité de Tecnología de la Información Parlamentaria en 2001. Sugirió maneras porque las universidades ayuden a crear "una cultura que no excluya a las mujeres" de la informática. Continuó haciendo puntos similares sobre la infra-representación de las mujeres y un presencia inadecuada de titulados de TI a las conferencias, congresos y en otros lugares. El Suplemento de Educación Superior de Times dijo que su trabajo se convirtió en "la imagen de la informática y el que los departamentos de computación pueden hacer para la economía del Reino Unido". En la conferencia  "Build Britain's Brainpower" el 2002 propuso "esquemas de enseñanza común entre empresarios y universidades", a pesar de que consideró que el profesorado ya se había extendido demasiado después de un periodo de rápido crecimiento en el número de los estudiantes.
El 1999 fue directora de la Escuela de Informática de la Universidad de Northumbria. También ha sido presidenta del Consejo de profesores y jefes de Informática (CPHC) y ha presidido el CPHC Information Strategy Group. Fue gerente del Foro de Educación y Formación de British Computer Society (BCS) y consultora de Educación Superior del BCS.